# Chien de flic 2
Série Chien de flic
Chien de flic
(1989) Chien de flic 3
(2002)
Pour plus de détails, voir Fiche technique et Distribution.
Chien de flic 2 (K-911) est un film américain réalisé par Charles T. Kanganis et sorti directement en vidéo en 1999. Il fait suite à Chien de flic de Rod Daniel, sorti dix ans plus tôt.

## Synopsis
L'inspecteur Mike Dooley et son berger allemand Jerry Lee élabore un plan pour coincer un homme qui a décide d'essayer de tuer Mike. Ils peuvent compter sur l'aide du sergent Wendy Welles et son dobermann nommé Zeus.

## Fiche technique
Sauf indication contraire, les informations mentionnées dans cette section peuvent être confirmées par la base de données cinématographiques IMDb,  présente dans la section « Liens externes ».
- Titre original : K-911
- Titre français : Chien de flic 2
- Réalisation : Charles T. Kanganis
- Scénario : Gary Scott Thompson, d'après les personnages créés par Steven Siegel et Scott Myers
- Décors : Anthony Stabley
- Costumes : Susanna Puisto
- Photographie : George Mooradian
- Montage : Carter DeHaven
- Musique : Stephen Edwards
- Production : David Bixler

Productrice exécutive : Kelli Konop
Producteur délégué : Lawrence Gordon
- Société de production : Universal Pictures Home Entertainment
- Budget : n/a
- Pays d'origine :  États-Unis
- Langue originale : anglais
- Format : couleur - 35 mm - 1.85:1
- Genre : comédie policière, buddy movie
- Durée : 91 minutes
- Dates de sortie[1] :
  -  États-Unis : 12 décembre 1999 vidéo

## Distribution
- James Belushi (VF : Patrick Floersheim) : l'inspecteur Michael « Mike » Dooley
- Christine Tucci (en) (VF : Évelyn Séléna) : le sergent Wendy Welles
- James Handy : le capitaine Byers
- Wade Williams (VF : Daniel Beretta) : Devon Lang
- J. J. Johnston (en) : Gros Tommy
- Joe Palese : Officier Perry
- Scotch Ellis Loring : Phil Cage
- Vincent Castellanos (en) : Harry Stripe
- Timo Flloko : Johnson
- Joe Sabatino : l'homme à la salle de gym
- Ron Yuan (en) : Jackie Hammonds
- Susanna Puisto : la fille dans le parc avec le chiot
- Denise Dowse (en) : le docteur Perkins
- Marla Frees : l'infirmière
- Mac, Sonto et Reno : Jerry Lee
- Lucan, Taze et Jasmine : Zeus

## Accueil
Le film reçoit des critiques négatives. Sur l'agrégateur américain Rotten Tomatoes, il ne récolte que 17% d'opinions favorables pour 6 critiques et une note moyenne de 4,71⁄10. Susan King du Los Angeles Times écrit notamment que le film n'est pas crédible mais que Mac est une « joie à regarder » dans le rôle de Jerry Lee.

## SagaChien de flic
- 1989 : Chien de flic (K-9) de Rod Daniel
- 1999 : Chien de flic 2 (K-911) (vidéo) de Charles T. Kanganis
- 2002 : Chien de flic 3 (K-9: P.I.) (vidéo) de Richard J. Lewis (en)